# Rändelung

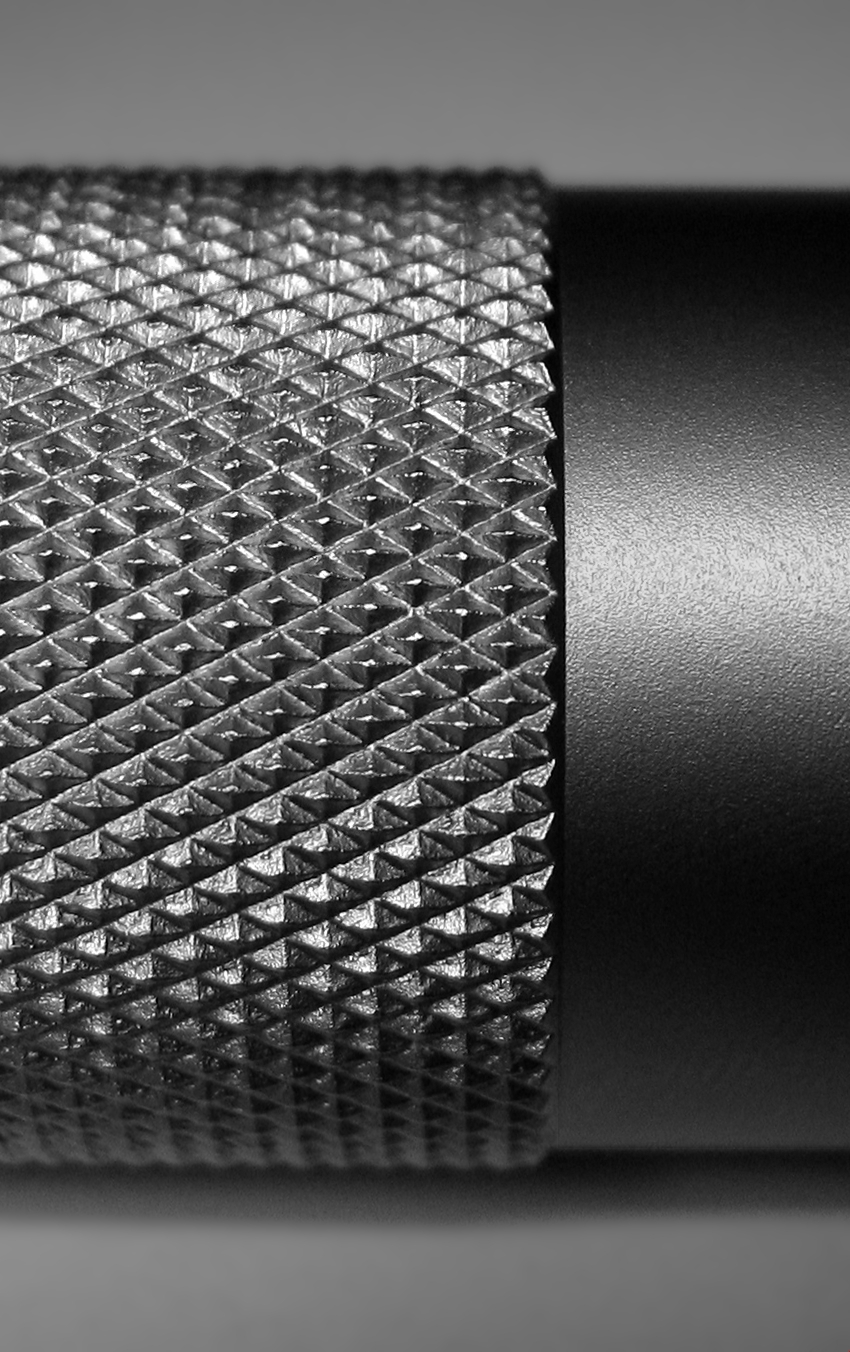
Nahaufnahme einer Links-Rechts-Rändelung

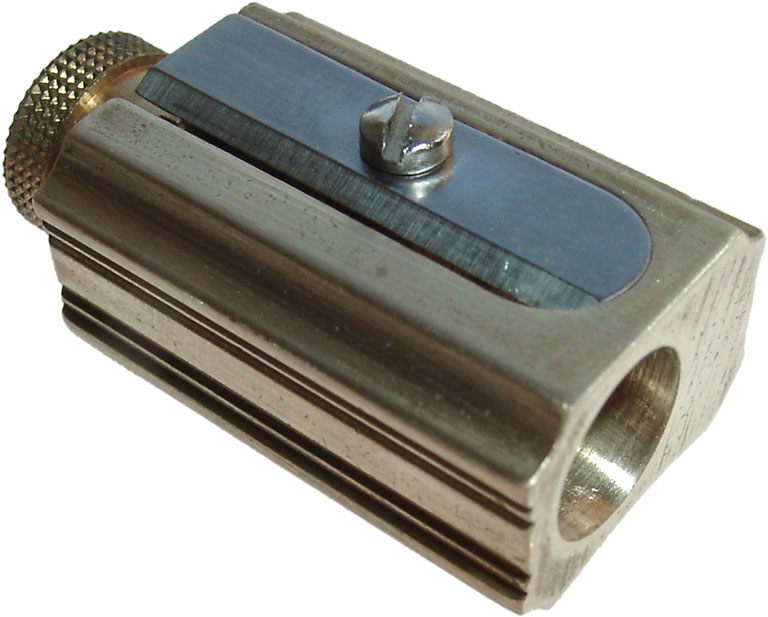
Bleistiftspitzer mit Rändelschraube

Rändelungen oder Rändel, teils auch Kordel, sind mittels Rändeln hergestellte umlaufende Gestaltabweichungen, die in einen metallenen Rotationskörper eingeprägt werden. Rändelungen können ein Werkstück griffiger gestalten und somit ein Abrutschen verhindern, z. B. an einer Hantel. Die Rändelung kann dabei verschiedene Formen annehmen und durch Fräsen, durch Drücken oder durch Einprägen auf einer Drehmaschine eingebracht werden.
Münzen werden gerändelt, um am Münzrand das Abschleifen oder Abfeilen von Edelmetallen leichter erkennbar zu machen. Die Rändelung am Münzrand nimmt oft die Gestalt einer Zahnung, eines Laubrandes oder eines Textes an.